# Bucharest Tower Center
El Bucharest Tower Center o Tower Center International és un edifici d'oficines de classe A situat a Bucarest de 26 plantes, amb un total de 31.000 m2 de superfície útil. Es troba a prop de la plaça de la Victòria, a la zona 1. Té una alçada de 106,3 m. i és també és el quart edifici més alt de Bucarest, així com de Romania. El projecte original de l'edifici tenia 21 plantes i soterrani de 3 nivells, però el constructor n'ha construït un pis més. L’Ajuntament ha aturat les obres per refer el permís. L'estructura té una d’alçada de 3S + P + 22 / f + 3 Etehn. A la base, l'edifici té una mida del pla de 42,0 m × 24,8 m. El nivell superior a la 22a planta és del 94,3 m, i al nivell de l'últim pis tècnic és 106,3 m.